# Sceloporus taeniocnemis
La lagartija-escamosa esmeralda de Cope (Sceloporus taeniocnemis) es una especie de lagarto que pertenece a la  familia Phrynosomatidae. Es nativo de Chiapas (México) y Guatemala. Su rango altitudinal oscila entre 1200 y 2500 m s. n. m..

## Taxonomía
Se reconocen las siguientes subespecies:
- Sceloporus taeniocnemis hartwegi Stuart, 1971
- Sceloporus taeniocnemis taeniocnemis Cope, 1885